# Isla bonita (película de 2015)
Isla Bonita es una película española dirigida por Fernando Colomo y rodada en la isla de Menorca en 2015.
Mezclando realidad y ficción, los actores (a excepción de unos pocos) se interpretan a sí mismos, como Fernando Colomo en el papel protagonista, por el que fue nominado al Premio Goya al mejor actor revelación en 2016, con 69 años y 40 años detrás de la cámara. Tienen también un papel destacado la escultora y pintora menorquina Nuria Román (cuyas obras se muestran tanto en su ubicación original en la isla como en su verdadero taller) y su hija en la vida real, Olivia Delcán. Esta tuvo un papel determinante en la elaboración de las grandes líneas del guion en el que Colomo «ha aprovechado las relaciones verdaderas, la química existente entre algunos de los protagonistas». La película se rodó en orden cronológico y los diálogos se fueron improvisando sobre la marcha, sin que los actores conocieran lo que iba a suceder. Se ha respetado la lingüística de los personajes que hablan en castellano, en catalán de Menorca  y en inglés.

## Argumento
A Fer (Fernando Colomo), un veterano y enamoradizo director publicitario venido a menos, lo invita su amigo Miguel Ángel (Miguel Ángel Furones) a su retiro dorado en la isla de Menorca. El problema es que la esposa de éste (Lilian Caro) también ha invitado a su madre y a sus sobrinos. Miguel Ángel no tiene más remedio que colocar a su amigo en casa de una atractiva escultora (Nuria Román) que vive en permanente conflicto con su hija adolescente (Olivia Delcán).

## Premios
Fue galardonada con el Premio Sant Jordi a la mejor película española en la 60 edición de los premios.
Premios Goya:
XXX edición - 2015, nominación de Fernando Colomo (69 años) al Goya Revelación, Fernando Colomo por Fernando.